# Hard-Fi
Hard-Fi — британская музыкальная группа. Образовалась в Стейнс-апон-Темз (графство Суррей, Англия) в 2002 году. Исполняет альтернативный рок, поп-панк, пост-панк, в котором, согласно Allmusic, соединяет мелодику группы Dexy's Midnight Runners, риффы группы Franz Ferdinand и театральность группы The Dead 60s.
Первый успех группе принесли синглы «Hard to Beat», «Cash Machine» и «Living for the Weekend», за которыми последовал дебютный альбом «Stars of CCTV» (2005). Он поднялся в UK Albums Chart до #6, возглавил список лучших альбомов года еженедельника «New Musical Express», был номинирован на Mercury Prize и обеспечил Hard-Fi две награды Brit Awards («Лучшая британская группа», «Лучшая британская рок-группа»). В 2006 года альбом стал подниматься в чартах вновь и дошёл до 1-го места
.
Второй альбом «Once Upon a Time in the West» (2007) возглавил британские списки уже через неделю после выпуска и был высоко оценен музыкальной критикой (5/5 от The Observer Monthly, 4/5 — от Q Magazine.
В 2011 году Hard-Fi выпустила третий альбом, «Killer Sounds» (англ). В 2012 году был выпущен сборник лучших композиций, после чего сообщила о перерыве в деятельности. В 2022 году Hard-Fi вновь приступили к творческой и концертной деятельности.

## Дискография

### Студийные альбомы
- Stars of CCTV (2005) #1 UK
- Once Upon a Time in the West (2007) #1 UK
- Killer Sounds (2011) #1 UK